# Храм Троицы Живоначальной (Троица-Вязники)
Храм Троицы Живоначальной — недействующий православный храм в деревне Троица-Вязники Талдомского городского округа Московской области. При храме находится кладбище, на котором в XIX веке были погребены именитые люди из рода Корсаковых, владевших в соседнем Тарусове имением: в 1855 году Семён Николаевич Корсаков, в 1863 году Александр Сергеевич Корсаков, в 1871 году Михаил Семенович Корсаков.
С 2010 года храм приписан к Вознесенской церкви села Ново-Никольского. В 2015 году начались восстановительные работы.

## Архитектура
Здание храма кирпичное, оштукатуренное. Композиция трёхчастная осевая, впоследствии — асимметричная. Выстроена на средства прихожан усилиями священника М. И. Смирнова, северный придел — на средства В. Н. Иванова. Двусветный четверик храма перекрыт высоким куполообразным сводом, на котором поставлена главка. С севера к нему пристроен небольшой придел, с запада колокольня в два кубических яруса. Декор здания выдержан в стиле классицизма, верхние окна четверика — круглые. Главный престол Троицкий, левый тёплый придел Никольский.

## История
Первоначально церковь была деревянной, первое упоминание относится к 1628 году. В 1715 году деревянный храм был перестроен и простоял до 1810 года, когда был возведён каменный, сохранившийся в полуразрушенном состоянии до наших дней. На месте престола деревянной церкви поставлен часовенный столб.
Каменный храм выстроен с благословения архиепископа Тверского и Кашинского Мефодия и освящён иереем Тверского кафедрального собора Михаилом Петровым во имя Живоначальной Троицы. Тёплый придел во имя святителя Николая, расположенный с северной стороны от основного храма, был пристроен в 1829 году с благословения Высокопреосвященного Амвросия, попечением и иждивением помещика соседней деревни Вотря В. Н. Иванова. Тёплый придел пристроен к холодному храму в ущерб симметрии. При этом заложили, заменив окном, южные двери. В стене с северной стороны вместо дверей и окон проделаны 4 арки, которые в холодное время года закрывались стеклянными дверями. Тогда же заложили и круглые окна второго яруса с северной стороны храма. Придел был освящён 22 октября 1831 года иереем Тверского кафедрального собора Петром Семёновичем.
До 1902 года главный храм был холодным, в нём богослужение совершалось только с Пасхи до праздника Казанской иконы Божией Матери (22 октября). В холодное время служба отправлялась в придельной церкви, отоплявшейся двумя голландскими печами. В 1903 году в храме было устроено калориферное отопление, благодаря которому весь храм стал тёплым.
Церковь закрыли в начале 1941 года. С тех пор храм пустовал и постепенно разрушался.
В 1972 году церковь и ближайшие объекты признаны культурным наследием:
- Объект культурного наследия № 5000665001№ 5000665001 Церковь и место захоронения С. Г. Корсакова
- Объект культурного наследия № 5000665002№ 5000665002 Часовня
- Объект культурного наследия № 5000665003№ 5000665003 Двое ворот

## Приход
Влияние Троицкой церкви видно из таких цифр: если в 1749 году её приход насчитывал 80 дворов с 231 мужчиной и 220 женщинами, то в 1850 году был 191 двор с 779 мужчинами и 869 женщинами, в 1904 году — 318 дворов (1021 мужчина и 1193 женщины). Приход храма состоял из многих окрестных деревень и сёл, входивших в три губернии: Тверскую, Московскую и Владимирскую. Селения Тверской губернии Калязинского уезда Талдомской волости: село Троицкое и деревни Вотря, Растовцы, Пригары, Сорокино, Попадьино, Селятино, Бобылино и Глухариха. Селения Московской губернии Дмитровского уезда Гарской волости: сельцо Тарусово, сельцо Коришево, деревня Гусенки. К этому же приходу принадлежала деревня Палиха Нушпольской волости Александровского уезда Владимирской губернии. Село Троицкое от своего уездного города Калязина находилось в 80 верстах.
По данным за 1898 год до открытия Троице-Вязниковского начального училища грамотность в приходе храма была развита очень слабо: грамотных мужского пола было 31 %, а женского — 8 %.
В приходе сей церкви в деревне Растовцы находилась деревянная часовня, постройки 1856 года.

## Современное состояние

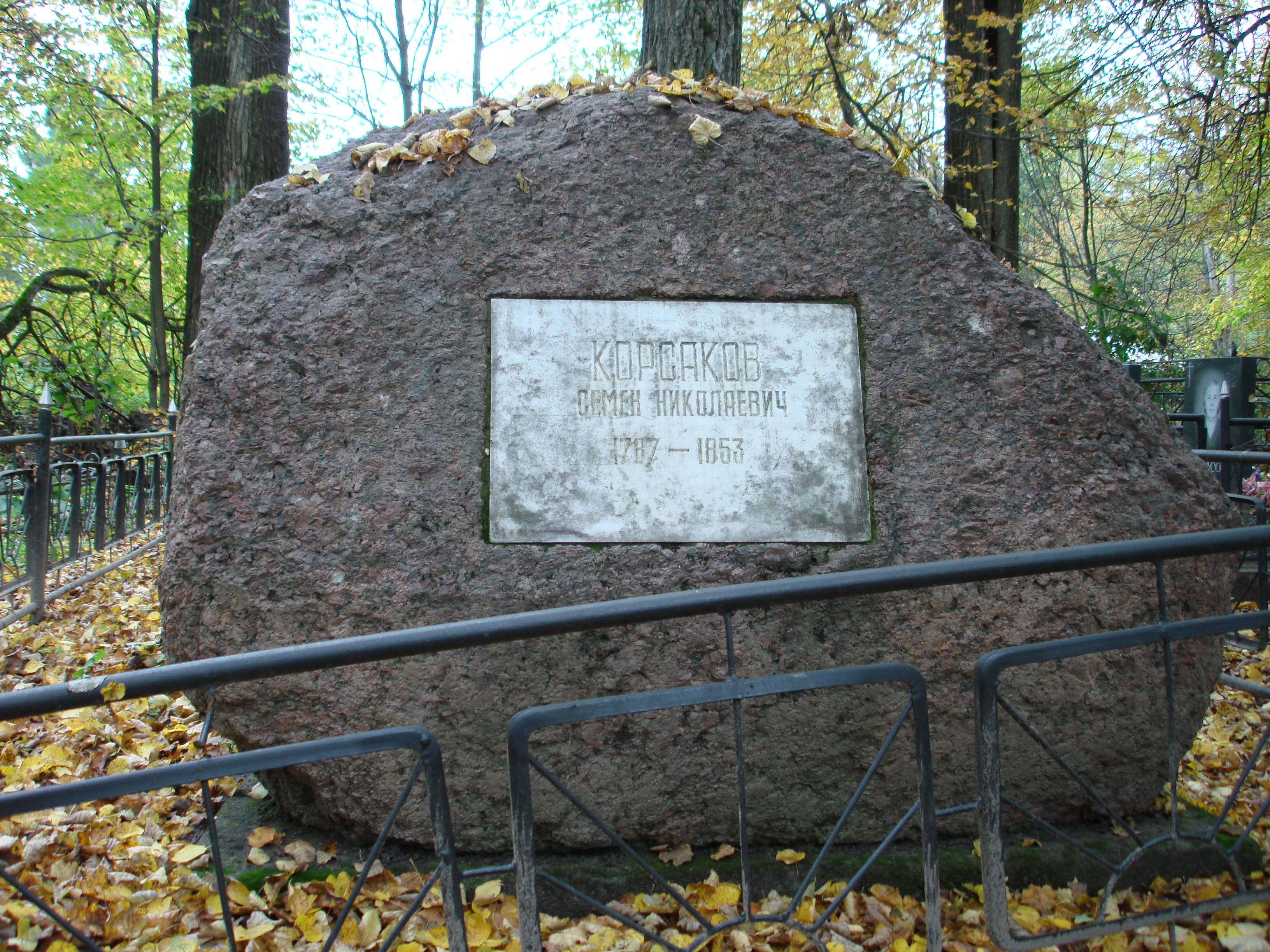
Место захоронения С. Н. Корсакова

В 2010 году церковь была приписана к Вознесенскому храму села Новоникольское. Иногда проводятся службы мирским чином.
В деревню Троица-Вязники и к храму не проложена ни одна автомобильная дорога, поэтому добраться до церкви на автомобиле можно только по бездорожью, либо пешком через подвесной пешеходный мост из деревни Тарусово.
С 2015 года начались работы по восстановлению храма. В 2019 году были восстановлены кровля и венчания храма и колокольни.